# Аюбіди

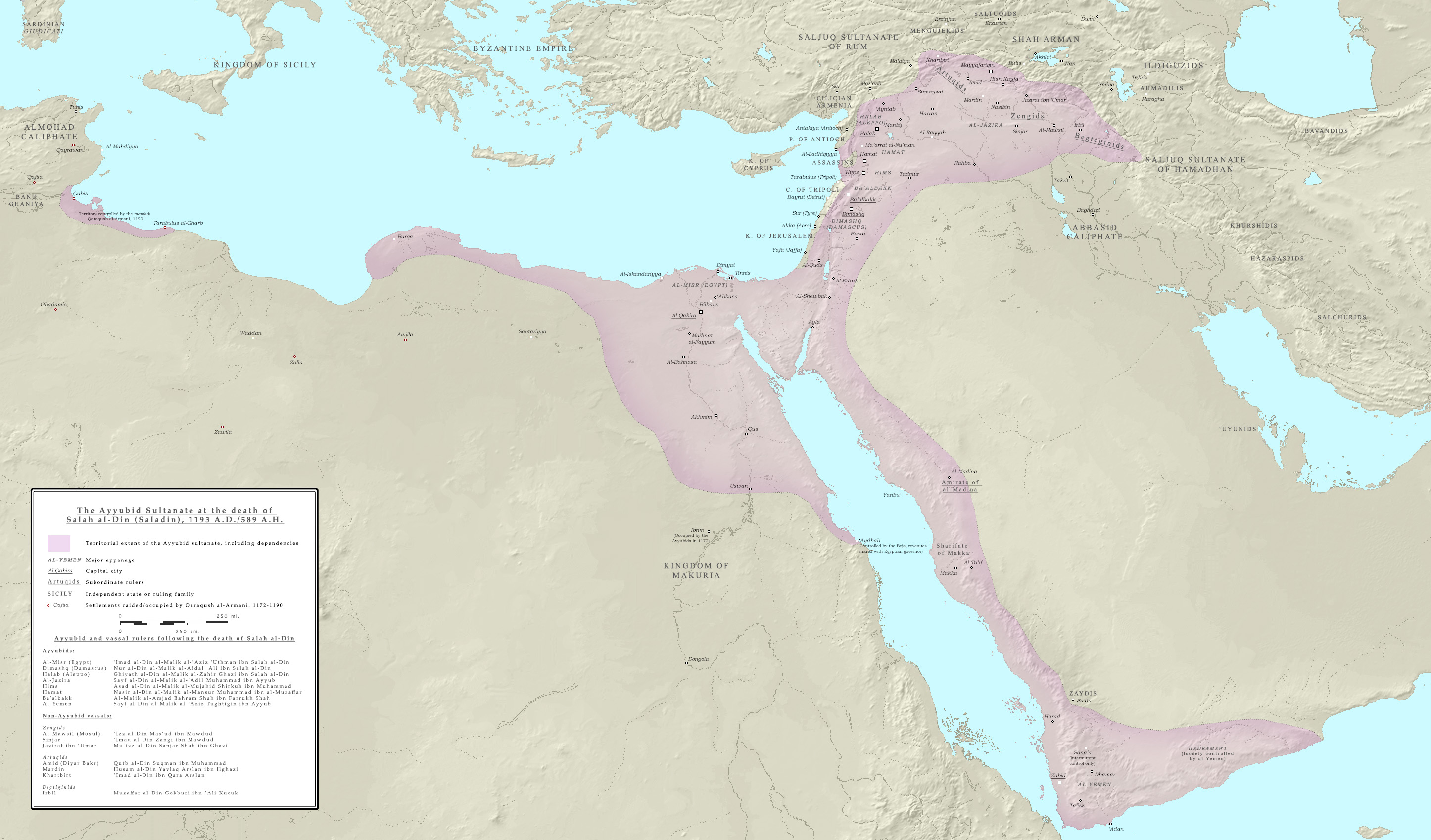

Аюбі́ди (Еюбіди) — курдська за походженням династія на Близькому сході в XII-XIII століттях. Названа за іменем Аюба ібн Шаді — батька засновника династії Салах ад-Діна. Султани з цієї династії правили в Єгипті у 1171—1250 роках. Різні гілки династії також правили в Дамаску (1186-1260), Халебі (1186-1260), Хамі (1178-1341), Хомсі (1178-1262), Ємені (1173—1228) та Джазірі (1200-1245).
Засновник династії — Салах ад-Дін, спираючись на тюркські сельджуцькі війська, які стояли в Єгипті, скинув династію шиїтів Фатімідів та знищив їхній халіфат. Влада була поширена також на Киренаїку та Триполітанію (1173), Ємен (1173), Сирію (1174), Джазіру (Верхню Месопотамію, 1180-86). Аюбіди нанесли низку поразок хрестоносцям, вели боротьбу з шиїтами. Номінально визнаючи сюзеренітет аббасидських халіфів, аюбіди претендували на владне положення в мусульманському світі. Під час конфлікту з халіфом Насіром Салах ад-Дін поклав на себе халіфські прерогативи та прийняв титул хадім аль-хурамейн («служитель обох священних міст»), який носили правителі Єгипту, що претендували на світське та духовне керівництво в ісламському світі (до 1517 року).
Згідно з сельджуцькою традицією влада в державі належала всьому роду Аюба. Родичі султана отримували в самостійне управління окремі провінції та корились султану тільки як старшому в роді. Після смерті Салах ад-Діна його держава фактично розпалася і аюбіди правили незалежними державами які час від часу об'єднувалися під владою одного монарха. В 1238 році держава Аюбідів остаточно розпалась на окремі наділи. В Єгипті опорою Аюбідів була військово-феодальна знать курдського походження, потім переважно мамлюки тюркського походження. В 1250 році мамлюки здійснили військовий переворот, вбили Муаззам Туран-шаха — останнього султана-Аюбіда та захопили владу.
За правління Аюбідів загального поширення отримали соціальні інститути пізнього середньовіччя, а саме (в результаті реформи 1181 року) військово-ленна система ікта. При зберіганні регламентації та державної монополії на виробництво та збуту деяких видів продукції збільшувалось значення приватно-господарських відносин, вільного ремесла та приватної торгівлі. В релігійному житті затвердилась перевага сунізму, поширились суфізм та дервішські ордени. Соціальне та політичне життя зазнало впливу ірано-тюркських традицій Сельджукідів.

## Історія

### Завоювання Північної Африки та Нубії
Саладін вирушив до Олександрії в 1171-1172 роках і опинився перед дилемою мати багато прихильників у місті, але мало грошей. Там відбулася сімейна рада єгипетських емірів-Айюбідів, на якій було вирішено, що Умар ібн Шахін-шахаль-Музаффар Такі ад-Дін Умар, племінник Саладіна, відправиться в похід проти прибережної області Барка (Кіренаїка) на захід від Єгипту з загоном 500 вершників. Щоб виправдати цей набіг, бедуїнським племенам Барки було надіслано листа, в якому вони дорікали їм за пограбування мандрівників і наказували їм платити податок милостиню (закят). Останній повинен був бути зібраний з їхньої худоби..
Наприкінці 1172 року Асуан був обложений колишніми солдатами Фатімідів з Нубії, і губернатор міста Канз ад-Даула — колишній прихильник Фатімідів — попросив підкріплення у Саладіна, який погодився. Підкріплення прибуло після того, як нубійці вже покинули Асуан, але війська Айюбідів на чолі з Туран-шахом просунулися вперед і завоювали північну Нубію, захопивши місто Ібрім. Туран-шах та його курдські солдати тимчасово оселилися там. З Ібрім вони здійснили набіги на прилеглі райони, зупинивши свої операції після того, як їм було представлено пропозицію про перемир'я від нубійського царя з Донголи. Хоча перша відповідь Туран-шаха була войовничою, пізніше він послав посланця в Донголу, який, повернувшись, описав Туран-шаху бідність міста та Нубії загалом. В результаті Айюбіди, як і їхні попередники-Фатиміди, втратили інтерес до подальшої експансії на південь до Нубії через бідність регіону, але вимагали, щоб Нубія гарантувала захист Асуана та Верхнього Єгипту. У 1175 році айюбідський гарнізон в Ібримі відступив до Єгипту.
У 1174 році Шараф ад-Дін Каракуш, полководець під командуванням Аль-Музаффара Умара, відвоював Триполі у норманів з армією турків і бедуїнів.. Згодом, коли деякі сили Айюбідів боролися з хрестоносцями в Леванті, інша їхня армія під командуванням Шараф ад-Діна в 1188 вирвала контроль над Кайруаном в Альмохадів.

### Завоювання Аравії
У 1173 році Саладін послав Туран-шаха завоювати Ємен і Хіджаз. Мусульманські письменники Ібн аль-Атхір і пізніше аль-Макризі писали, що причиною завоювання Ємену був страх Айюбідів, що якщо Єгипет впаде до Нур-ад-Діна, вони зможуть шукати притулку на далекій території. У травні 1174 року Туран-шах завоював Забід, а потім у тому ж році захопив Аден. Аден став головним морським портом династії в Індійському океані і головним містом Ємену, хоча офіційною столицею Айюбідського Ємену був Таїз. Поява Айюбідів ознаменувала початок періоду нового процвітання в місті, яке ознаменувалося поліпшенням його торгової інфраструктури, створенням нових установ та карбуванням власних монет. Після цього процвітання Айюбіди ввели новий податок, який збирали галери.
Туран-шах вигнав решту хамданідських правителів Сани, завоювавши гірське місто в 1175 році. Із завоюванням Ємену Айюбіди створили прибережний флот аль-Асакір аль-Бахрія, який вони використовували для охорони морських узбереж, що під їх контролем, та захисту їх від піратських набігів. Завоювання мало велике значення для Ємену, оскільки Айюбідам вдалося об'єднати три попередні незалежні держави (Забід, Аден і Сану) під єдиною владою. Однак, коли в 1176 Туран-шах був зміщений зі свого намісництва в Ємені, на цій території спалахнули повстання, які були придушені лише в 1182, коли Саладін призначив свого іншого брата Тугтегіна Сайф аль-Іслама валі Ємену. Айюбідський наіб (заступник правителя) Ємену Усман аз-Занджили завоював більшу частину Хадрамаута в 1180 році, коли Туран-шах повернувся до Ємену.

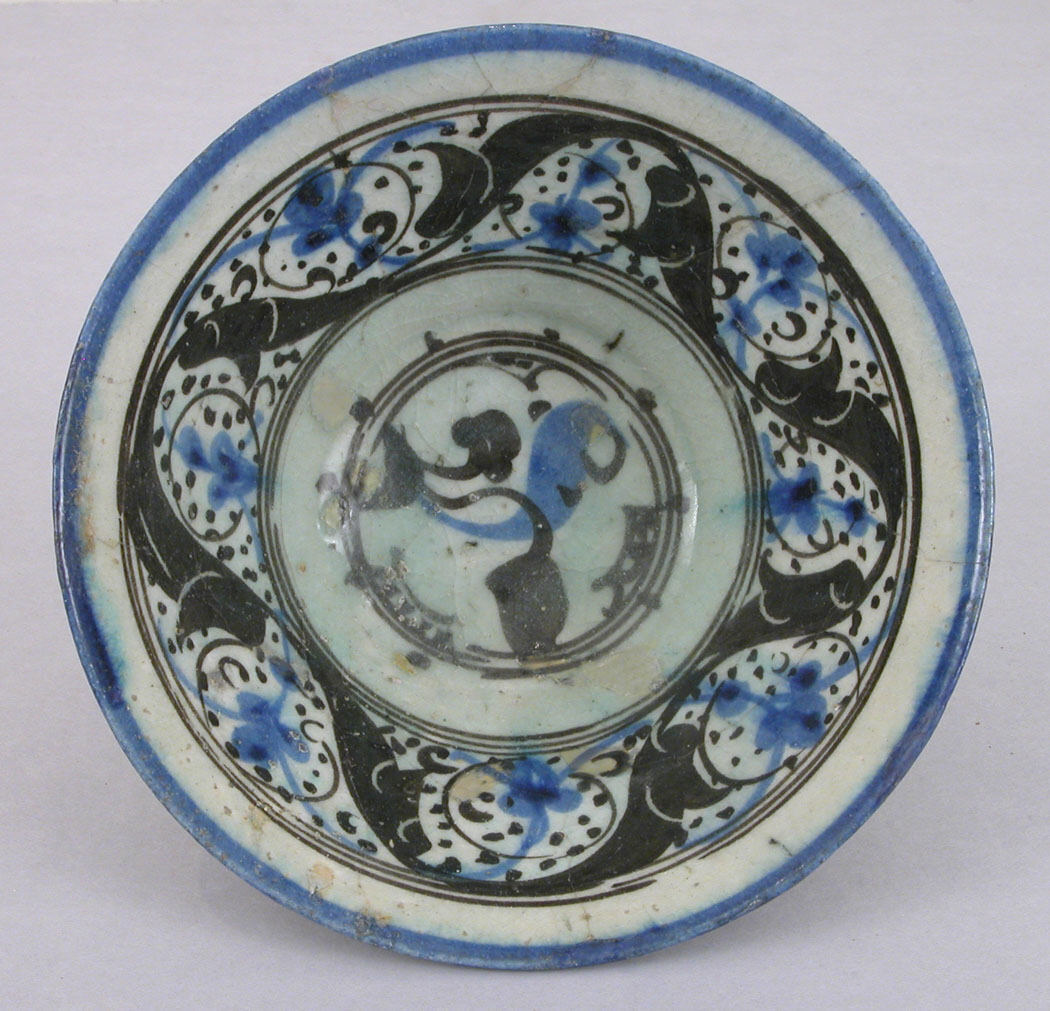
Чаша з рослинними мотивами, XII ст.

З Ємену, як і з Єгипту, Айюбіди прагнули домінувати на торгових шляхах Червоного моря, від яких залежав Єгипет, і тому прагнули посилити свою владу над Хіджазом, де знаходилася важлива торгова зупинка Янбу. Сприяти торгівлі в напрямку Червоного моря, Айюбіди будували споруди вздовж торгових шляхів Червоне море—Індійський океан, щоб супроводжувати купців. Айюбіди також прагнули підтримати свої претензії на легітимність усередині Халіфату, маючи суверенітет над ісламськими священними містами Меккою та Медіною. Завоювання та економічні успіхи, зроблені Саладіном, фактично встановили гегемонію Єгипту в регіоні.

### Завоювання Сирії та Месопотамії
Хоча Саладін все ще номінально залишався васалом Нур-ад-Діна, він проводив дедалі незалежнішу зовнішню політику. Ця незалежність стала публічно проголошуватися після смерті Нур ад-Діна в 1174 році. Після цього Саладін вирушив завойовувати Сирію у Зангідів, і 23 листопада він був зустрінутий в Дамаску губернатором міста. До 1175 він узяв під свій контроль Хаму і Хомс, але не зміг взяти Алеппо після його облоги. Контроль над Хомсом був переданий нащадкам Ширкуха в 1179 році, а Хама була передана племіннику Саладіна аль-Музаффару Умару. Успіхи Саладіна стривожили еміра Сайф ад-Діна Газі з Мосула, тодішнього главу Зангідов, який вважав Сирію своїм родовим маєтком і був обурений тим, що її узурпував колишній слуга Нур ад-Діна. Він зібрав армію, щоб протистояти Саладіну поблизу Хами. Незважаючи на значну чисельну перевагу, Саладін і його воїни-ветерани рішуче розгромили Зангідів. Після своєї перемоги він проголосив себе і відмінив згадку імені ас-Саліха Ісмаїла (молодшого сина Нур ад-Діна) в п'ятничних молитвах і ісламських карбуваннях, замінивши його своїм власним ім'ям. Аббасидський халіф аль-Мустаді милостиво привітав прихід Саладіна до влади і дав йому титул «султан Єгипту та Сирії».
Навесні 1176 відбулося ще одне велике зіткнення між Зангідами і Айюбідами, цього разу у Кургана Султана, розташованого в 15 кілометрах від Алеппо. Саладін знову вийшов переможцем, але Сайф ад-Дін ледве встиг зникнути. Айюбіди розпочали завоювання інших сирійських міст на півночі, а саме Маарат аль-Нуман, Азаз, Буза та Манбідж, але не змогли захопити Алеппо під час другої облоги. Однак було укладено угоду, згідно з якою намісник Алеппо Гумуштігін і його союзники в Хасанкейфі і Мардіні визнавали Саладіна правителем володінь Айюбідів в Сирії, а Саладін дозволяв Гумуштигину і ас-Саліху аль-Маліку продовжувати своє правління в Алеппо.
Поки Саладін перебував у Сирії, його брат аль-Аділь керував Єгиптом, і в 1174-1175 роках Канз ад-Даула з Асуана повстав проти Айюбідів з наміром відновити правління Фатімідів. Його головними покровителями були місцеві бедуїнські племена та нубійці, але він також користувався підтримкою багатьох інших груп, включаючи вірмен. Випадково чи, можливо, у координації, сталося повстання Аббаса ібн Шаді, який захопив Кус уздовж річки Ніл у центральному Єгипті. Обидва повстання були придушені аль-Аділем. До кінця цього року і на початку 1176 Карахуш продовжував свої набіги на західну частину Північної Африки, в результаті чого Айюбіди вступили в конфлікт з Альмохадами, котрі правили Магрибом.
У 1177 році Саладін повів війська чисельністю близько 26 000 солдатів, згідно з хроністом хрестоносців Тирському, до Південної Палестини, дізнавшись, що більшість солдатів Єрусалимського королівства тримає в облозі Харім на північ від Алеппо. Раптом атакована тамплієрами під проводом Балдуїна IV Єрусалимського поблизу Рамли, армія Айюбідів зазнала поразки в битві при Монжизарі, причому більша частина її військ була вбита. На наступний рік Саладін розбив табір у Хомсі, і між його військами, якими командував Фаррух-шах, і хрестоносцями сталося кілька сутичок. Не зупиняючись ні перед чим, Саладін вторгся в держави хрестоносців із заходу і розбив Балдуїна в битві при Мардж-Уюні в 1179 році. Наступного року він зруйнував нещодавно побудований замок хрестоносців Честелле в битві біля броду Якова. У кампанії 1182 року він знову бився з Балдуїном у безрезультатній битві при замку Бельвуар у Кавкаб-ель-Хава.
У травні 1182 року Салах ад-Дін захопив Алеппо після недовго ної облоги; новий правитель міста Імад ад-Дін Зангі II був непопулярний серед своїх підданих і здав Алеппо після того, як Салах ад-Дін погодився відновити колишній контроль Зангі II над Сінджаром, Раккою та Нусайбіном, які згодом стали васальними територіями Айюбідів. Алеппо офіційно вступив до рук Айюбідів 12 червня. На наступний день Саладін рушив до Харіма, недалеко від утримуваної Антиохії хрестоносцями, і захопив місто, коли його гарнізон витіснив їх лідера Сурхака, який потім був ненадовго затриманий і звільнений аль-Музаффаром Умаром. Здача Алеппо зробила зангіда Ізз ад-Діна Масуда з Мосула єдиним великим мусульманським суперником Айюбідів. Восени 1182 року Мосул зазнав короткої облоги, але після посередництва аббасидського халіфа ан-Насіра Саладін вивів свої війська. Масуд спробував об'єднатися з Артукідами Мардіна, але натомість вони стали союзниками Саладіна. 1183 року Ірбіл теж перейшов на бік Айюбідів. Потім Масуд звернувся за підтримкою до правителя Азербайджану Пахлавану ібн Мухаммаду, і хоча він зазвичай не втручався у справи регіону, можливість втручання Пахлавана змусила Саладіна обережно розпочати подальші напади на Мосул.

### Завоювання Палестини та Трансіорданії

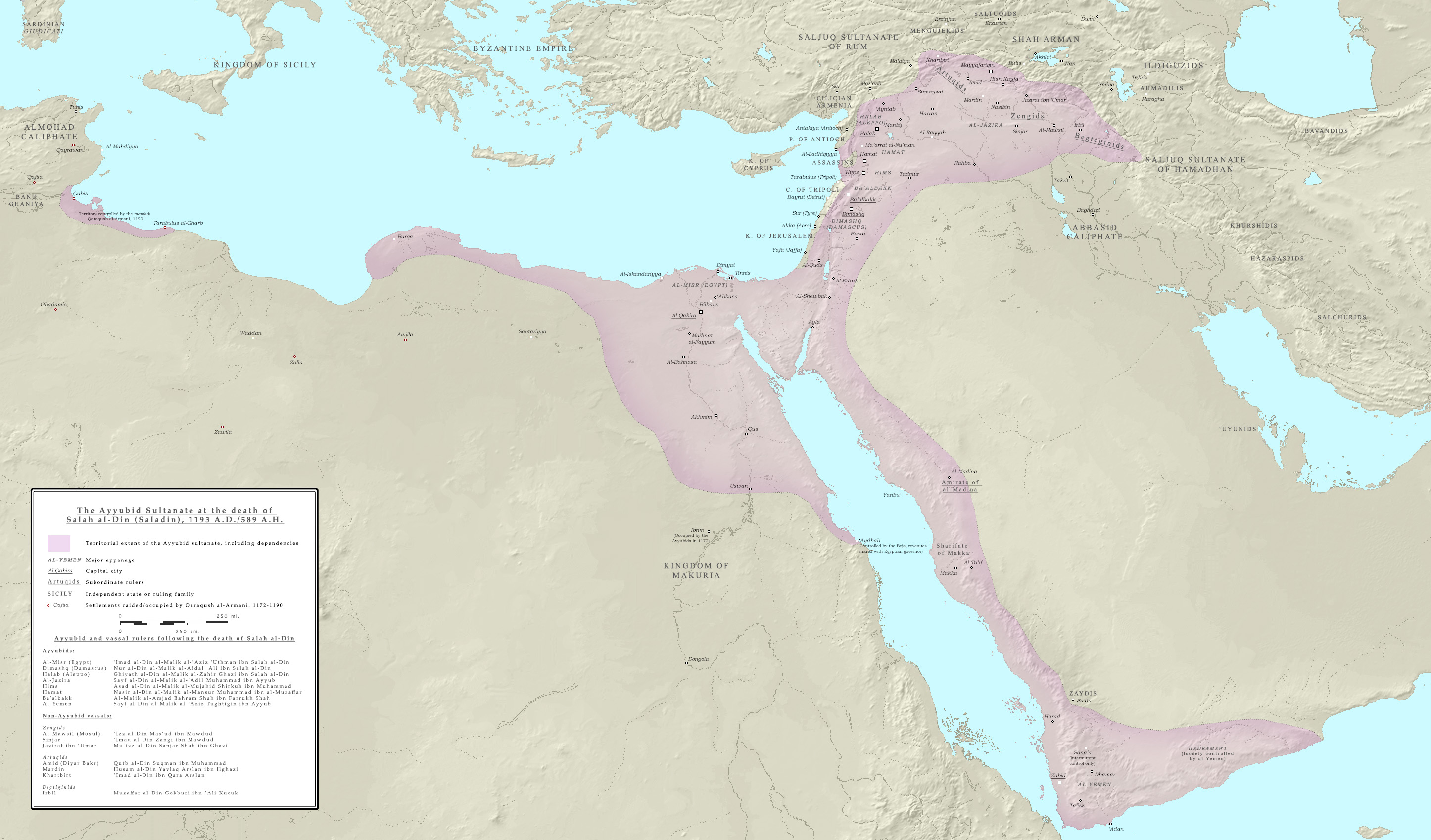
Територія в 1193 р.

Саладін осадив Тверію у Східній Галілеї 3 липня 1187, і армія хрестоносців спробувала атакувати Айюбідів через Кафр-Кану. Дізнавшись про похід хрестоносців, Саладін повів свою гвардію назад до їхнього головного табору в Кафр-Сабті, залишивши невеликий загін у Тверії. Маючи ясний огляд армії хрестоносців, Саладін наказав аль-Музаффару Умару блокувати вхід хрестоносців з Хаттіна, зайнявши позицію біля Луб'ї, в той час як Кукбурі війська були розміщені на пагорбі поблизу аль-Шаджари. 4 липня хрестоносці рушили до рогів Хаттіна і атакували мусульманські війська, але були переможені і розбиті вщент. Через чотири дні після битви Саладін запросив аль-Адиля приєднатися до нього у відвойуванні Палестини, Галілеї та ліванського узбережжя. 8 липня фортеця хрестоносців Акра була захоплена Саладіном, тоді як його війська захопили Назарет і Саффурію; інші бригади взяли Хайфу, Кесарію, Себастію та Наблус, а аль-Аділь завоював Мірабель та Яффу. 26 липня Саладін повернувся на узбережжя і прийняв капітуляцію Сарепти, Сідона, Бейрута і Джебля.  У серпні Айюбіди завоювали Рамлу, Дарум, Газу, Бейт-Джибрін та Латрун. Аскалон було взято 4 вересня. У вересні-жовтні 1187 року Айюбіди обложили Єрусалим, оволодівши ним 2 жовтня після переговорів з Баліаном Ібелінським.
Незабаром впали Карак і Монреаль у Трансіорданії, а потім Сафад у північно-східній Галілеї. До кінця 1187 Айюбіди контролювали практично все королівство хрестоносців у Леванті, за винятком Тиру, який тримався під владою Конрада Монферратського. У грудні 1187 року армія Айюбідів, що складається з гарнізонів Саладіна та його братів з Алеппо, Хами та Єгипту, обложила Тир. Половину мусульманського військово-морського флоту було захоплено військами Конрада 29 грудня, після чого Айюбіди зазнали поразки на береговій лінії міста. 1 січня 1188 року Саладін провів військову раду, на якій було погоджено виведення військ з Триполі.

## Армія
Курди і туркомани домінували в кавалерії, а кочові тюрки і бедуїни заповнювали піхоту. Айюбіди містили значні сили мамлюків (військових рабів). До першої половини XIII століття мамлюки в основному походили з кипчацьких тюрків і черкесів, і є переконливі докази того, що ці сили продовжували говорити рідною мовою.

## Правителі династії

### Єгипет

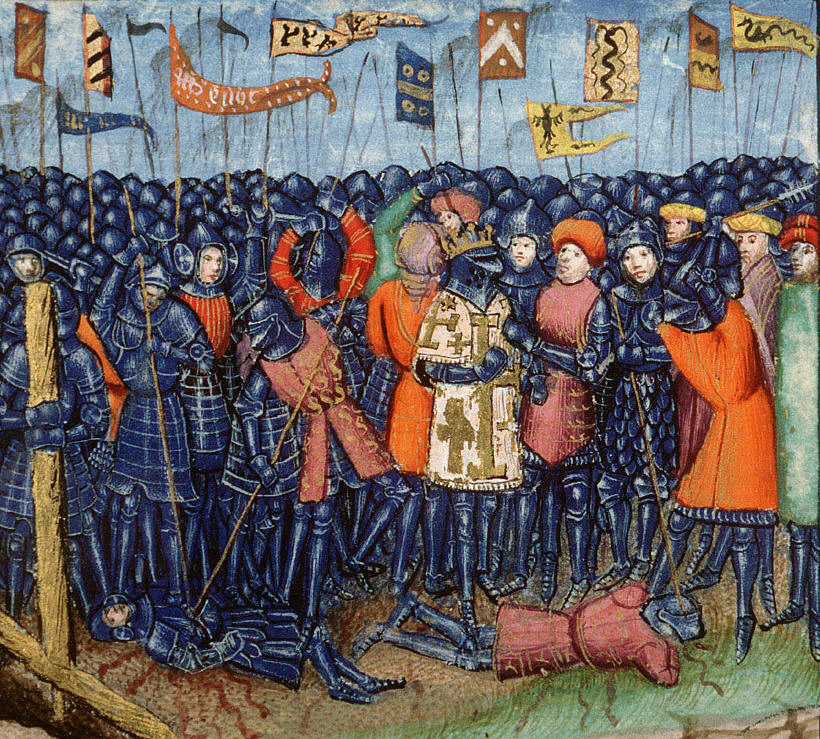
Битва при Хаттіні (1187 р.) закінчилася відвоюванням Айюбідами Єрусалима у хрестоносців. Мініатюра з французьких хронік.

Зустріч Імператора Фрідріха II і султана аль-Каміля(праворуч). Nuova Cronica, середина XIV століття.]]
| Лакаб, алам, насаб правителя      | Курдська назва                              | Вступив на посаду | Покинув посаду  | Титули (жирним виділено найвідоміші в історії)            |
| --------------------------------- | ------------------------------------------- | ----------------- | --------------- | --------------------------------------------------------- |
| Асад ад-Дін Ширкух I ібн Шаді     | Шерко (курд. Şêrko)                         | 18 січня 1169     | 23 березня 1169 | Великий везир аль-Малік аль-Мансур Амір аль-Діуюш         |
| Салах ад-Дін Юсуф I ібн Айюб      | Калах ад-Дін Айюбі (курд. Selahedînê Eyûbî) | 23 березня 1169   | 4 березня 1193  | Великий везир, аль-Малік ан-Насір I, з 1174 року - Султан |
| Імад ад-Дін Усман ібн Юсуф        | Езіз Осман (курд. Ezîzê Osman)              | 4 березня 1193    | 1198            | Султан аль-Малік аль-Азіз                                 |
| Насір ад-Дін Мухаммад ібн Усман   | Мансур Насреддін (курд. Mansûrê Nisredîn)   | 1198              | 1200            | Султан аль-Малік аль-Мансур                               |
| Сайф ад-Дін Абу Бакр ібн Айюб     | Адель Сейфуддін (курд. Adelê Seyfeddîn)     | 1200              | 1218            | Султан аль-Малік аль-Аділь I                              |
| Насір ад-Дін Мухаммад ібн Ахмад   | Меледин (курд. Meledinê)                    | 1218              | 1238            | Султан аль-Малік аль-Каміль I                             |
| Сайф ад-Дін Абу Бакр ібн Мухаммад | Адель II (курд. Adelê II)                   | 1238              | 1240            | Султан аль-Малік аль-Аділь II                             |
| Наджм ад-Дін Айюб ібн Мухаммад    | Саліх Айюбі II (курд. Salihê Eyûbî II)      | 1240              | 1249            | Султан' аль-Малік ас-Саліх II                             |
| Гіяс ад-Дін Туран-шах ібн Айюб    | Туран-шах (курд. Turan Şah)                 | 1249              | 1250            | Султан аль-Малік аль-Муаззам                              |
| Музаффар ад-Дін Муса ібн Масуд    | Ашраф II (курд. Eşrefê II)                  | 1250              | 1252            | Султан аль-Малік аль-Ашраф                                |

| В 1252 ріку мамлюкский атабек Айбек скинув малолітнього султана Аль-Ашрафа Мусу (р. 1242) і вислав його до Візантії. |
| --- |

### Вірменія(Ахлат (Хілат))
| Лакаб, алам, насаб правителя   | Вступив на посаду | Покинув посаду | Титули (жирним виділено найвідоміші в історії) |
| ------------------------------ | ----------------- | -------------- | ---------------------------------------------- |
| Наджм ад-Дін Айюб ібн Ахмад    | 1208              | 1210           | аль-Малік аль-Аухад Шахармен                   |
| Музаффар ад-Дін Муса ібн Ахмад | 1210              | 1237           | аль-Малік аль-Ашраф Шахармен                   |

### Ємен
| Лакаб, алам, насаб правителя                  | Вступив на посаду | Покинув посаду | Титули (жирним виділено найвідоміші в історії) |
| --------------------------------------------- | ----------------- | -------------- | ---------------------------------------------- |
| Шамс ад-Дін Туран-шах ібн Айюб                | 1174              | 27 червня 1181 | Амір аль-Малік аль-Муаззам                     |
| Сайф аль-Іслам Захір ад-Дін Тугтегін ібн Айюб | 1181              | 1197           | Амір аль-Малік аль-Азіз                        |
| Муїзз ад-Дін Ісмаїл ібн Тугтегін              | 1197              | 1202           | Амір аль-Малік аль-Муїзз                       |
| Айюб ібн Тугтегін                             | 1202              | 1214           | Амір аль-Малік ан-Насір                        |
| Сулейман ібн Айюб                             | 1214              | 1215           | Амір аль-Малік аль-Музаффар                    |
| Салах ад-Дін Юсуф ібн Мухаммад                | 1215              | 1229           | Амір аль-Малік аль-Масуд                       |

| Після смерті аміра аль-Масуда Юсуфа в 1229у влада в Йемене перейшла до династія Расулідів. |
| ------------------------------------------------------------------------------------------ |

### Месопотамія

#### АміриДіярбакира, потімМияфракина(Маййафарикіна)
| Лакаб, алам, насаб правителя                  | Вступив на посаду | Покинув посаду | Титули (жирним виділено найвідоміші в історії) |
| --------------------------------------------- | ----------------- | -------------- | ---------------------------------------------- |
| Салах ад-Дін Юсуф I ібн Айюб                  | 1185              | 4 березня 1193 | Султан аль-Малік ан-Насір I                    |
| Сайф ад-Дін Ахмад ібн Айюб                    | 1193              | 1200           | Амір аль-Малік аль-Аділь I                     |
| Наджм ад-Дін Айюб ібн Ахмад                   | 1200              | 1210           | Амір аль-Малік аль-Аухад                       |
| Музаффар ад-Дін Муса ібн Ахмад                | 1210              | 1220           | Амір аль-Малік аль-Ашраф                       |
| Шихаб ад-Дін Газі (Махмуд) ібн Ахмад          | 1220              | 1244           | Амір аль-Малік аль-Музаффар                    |
| Насір ад-Дін Мухаммад (Алі) ібн Газі (Махмуд) | 1244              | 1260           | Амір аль-Малік аль-Каміль II                   |

| В 1260 ріку Маййафарикін був завойований монголами і династія Айюбідів була повалена. |
| ------------------------------------------------------------------------------------- |

#### АміриСінджара
| Лакаб, алам, насаб правителя   | Вступив на посаду | Покинув посаду | Титули (жирним виділено найвідоміші в історії) |
| ------------------------------ | ----------------- | -------------- | ---------------------------------------------- |
| Музаффар ад-Дін Муса ібн Ахмад | 1220              | 1229           | Амір аль-Малік аль-Ашраф                       |
| Наджм ад-Дін Айюб ібн Мухаммад | 1238              | 1239           | Амір аль-Малік ас-Саліх                        |

#### АміриМосула
| Лакаб, алам, насаб правителя     | Вступив на посаду | Покинув посаду | Титули (жирним виділено найвідоміші в історії) |
| -------------------------------- | ----------------- | -------------- | ---------------------------------------------- |
| Насір ад-Дін Мухаммад ібн Ширкух | 1185              | 1186           | Амір аль-Малік аль-Кахір                       |

#### АміриХісн Кайфи
- Ас-Саліх Айюб ібн Мухаммад 1232—1239
- Аль-Муаззам Туран-шах ібн Айюб 1239—1249
- аль-Муваххід Абдаллах ібн Туран-шах 1249—1283
- Аль-Каміль Мухаммад ібн Абдаллах 1283—1320
- Аль-Аділь Мухаммад ібн Мухаммад 1320—1340
- Аль-Аділь Газі ібн Мухаммад 1340—1360
- Ас-Саліх Абу Бакр ібн Газі 1360—1378
- Аль-Аділь Сулейман I ібн Газі 1378—1397
- Аль-Ашраф Ахмад ібн Сулейман 1397—1433
- Ас-Саліх Халіль I ібн Ахмад 1433—1452
- Аль-Каміль Ахмад ібн Халіль 1452—1457
- Аль-Аділь Халяф ібн Мухаммад 1457—1462
- Халіль II ібн Сулейман 1462—1500
- Сулейман II ібн Халіль 1517—1535
- Хусейн ібн Халіль 1517—1525

#### АміриУрфи(Едесси)
| Лакаб, алам, насаб правителя   | Вступив на посаду | Покинув посаду | Титули (жирним виділено найвідоміші в історії) |
| ------------------------------ | ----------------- | -------------- | ---------------------------------------------- |
| Такі ад-Дін Умар ібн Шахін-шах | 1186              | 1191           | Амір аль-Малік Аль-Музаффар I                  |
| Сайф ад-Дін Ахмад ібн Айюб     | 1191              | 1218           | Амір аль-Малік аль-Аділь I                     |
| Наджм ад-Дін Айюб ібн Мухаммад | 1232              | 1239           | Амір аль-Малік ас-Саліх                        |

### Палестина

#### АміриБаніясу
| Лакаб, алам, насаб правителя | Вступив на посаду | Покинув посаду | Титули (жирним виділено найвідоміші в історії) |
| ---------------------------- | ----------------- | -------------- | ---------------------------------------------- |
| Нур ад-Дін Алі ібн Юсуф      | 1179              | 1186           | Амір аль-Малік аль-Афдаль                      |
| Сайф ад-Дін Ахмад ібн Айюб   | 1186              | 1195           | Амір аль-Малік аль-Аділь I                     |
| Імад ад-Дін Усман ібн Ахмад  | 1195              | 1233           | Амір аль-Малік аль-Азіз                        |
| Газі ібн Усман               | 1233              | 1233           | Амір аль-Малік аз-Захир                        |
| Фахр ад-Дін Хасан ібн Усман  | 1233              | 1260           | Амір аль-Малік ас-Саїд                         |

#### АміриКарака
| Лакаб, алам, насаб правителя   | Вступив на посаду | Покинув посаду | Титули (жирним виділено найвідоміші в історії) |
| ------------------------------ | ----------------- | -------------- | ---------------------------------------------- |
| Салах ад-Дін Дауд ібн Іса      | 1229              | 1249           | Амір аль-Малік ан-Насір II                     |
| Шарфа ад-Дін Умар ібн Абу Бакр | 1250              | 1263           | Амір аль-Малік аль-Мугіс                       |

### Сирія

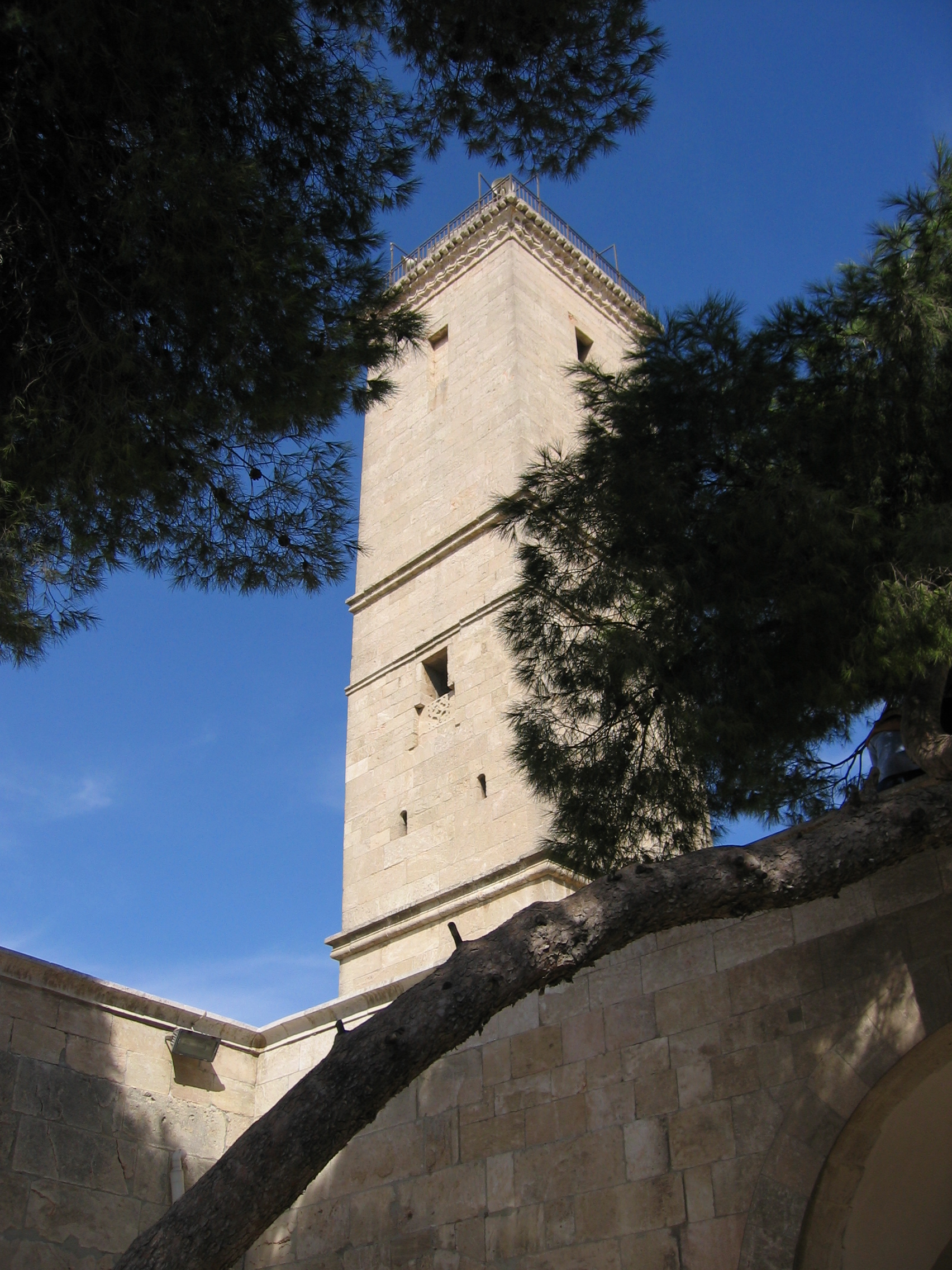
Мінарет Великої мечеті Алеппо, побудований при Айюбідах

#### АміриБаальбека
| Лакаб, алам, насаб правителя           | Вступил на посаду | Покинув посаду | Титули (жирним виділено найвідоміші в історії) |
| -------------------------------------- | ----------------- | -------------- | ---------------------------------------------- |
| Наджм ад-Дін Айюб ібн Шаді             | 1138              | 1146           | Амір аль-Малік                                 |
| Шамс ад-Дін Туран-шах I ібн Айюб       | 1173              | 1179           | Амір аль-Малік аль-Муаззам I                   |
| З ад-Дін Дауд Фаррух-шах ібн Шахін-шах | 1179              | 1182           | Амір аль-Малік аль-Мансур                      |
| Маджд ад-дін Бахрам-шах ібн Фаррух-шах | 1182              | 1229           | Амір аль-Малік аль-Амджад                      |
| Музаффар ад-Дін Муса ібн Ахмад         | 1229              | 1237           | Амір аль-Малік аль-Ашраф                       |
| Імад ад-Дін Ісмаїл ібн Ахмад           | 1237              | 1239           | Амір аль-Малік ас-Саліх I                      |

#### АміриДамаска
| Лакаб, алам, насаб правителя          | Вступив на посаду | Покинув посаду | Титули (жирним виділено найвідоміші в історії)          |
| ------------------------------------- | ----------------- | -------------- | ------------------------------------------------------- |
| Салах ад-Дін Юсуф I ібн Айюб          | 1174              | 1193           | Султан аль-Малік ан-Насір I                             |
| Нур ад-Дін Алі ібн Юсуф               | 1193              | 1196           | Амір аль-Малик аль-Афдаль, з 1193 року - Султан         |
| Сайф ад-Дін Ахмад ібн Айюб            | 1196              | 1218           | Амір аль-Малік аль-Аділь I                              |
| Шарфа ад-Дунія ва-д-Дін Іса ібн Ахмад | 1218              | 1227           | Амір аль-Малик аль-Муаззам II, в 1200—1218 роках — Наіб |
| Салах ад-Дін Дауд ібн Іса             | 1227              | 1229           | Амір аль-Малік ан-Насір II                              |
| Музаффар ад-Дін Муса ібн Ахмад        | 1229              | 1237           | Амір аль-Малік аль-Ашраф                                |
| Імад ад-Дін Ісмаїл ібн Ахмад          | 1237              | 1238           | Амір аль-Малік ас-Саліх I                               |
| Насір ад-Дін Мухаммад ібн Ахмад       | 1238              | 1238           | Амір аль-Малік аль-Каміль I                             |
| Сайф ад-Дін Абу Бакр ібн Мухаммад     | 1238              | 1239           | Амір аль-Малік аль-Аділь II                             |
| Наджм ад-Дін Айюб ібн Мухаммад        | 1239              | 1239           | Амір аль-Малік ас-Саліх II                              |
| Імад ад-Дін Ісмаїл ібн Ахмад          | 1239 (повторно)   | 1245           | Амір аль-Малік ас-Саліх I                               |
| Наджм ад-Дін Айюб ібн Мухаммад        | 1245 (повторно)   | 1249           | Амір аль-Малік ас-Саліх II                              |
| Гіяс ад-Дін Туран-шах II ібн Айюб     | 1249              | 1250           | Амір аль-Малік аль-Муаззам III                          |
| Салах ад-Дін Юсуф II ібн Мухаммад     | 1250              | 14 лютого 1260 | Амір аль-Малік ан-Насір III                             |

| В 1260 ріку Дамаск був завойований монголами і з тих пір більше не мав самостійного аміру. |
| ------------------------------------------------------------------------------------------ |

#### АміриХалеба (Алеппо)
| Лакаб, алам, насаб правителя      | Вступив на посаду | Покинув посаду | Титули (жирним виділено найвідоміші в історії)                |
| --------------------------------- | ----------------- | -------------- | ------------------------------------------------------------- |
| Салах ад-Дін Юсуф I ібн Айюб      | 1183              | 1193           | Амір аль-Малік ан-Насір I                                     |
| Гійас ад-Дін Газі ібн Юсуф        | 1183              | 1183           | Амір аль-Малік аз-Захир                                       |
| Сайф ад-Дін Ахмад ібн Айюб        | 1183              | 1185           | Амір аль-Малік аль-Аділь I                                    |
| Гійас ад-Дін Газі ібн Юсуф        | 1185 (повторно)   | 1218           | Амір аль-Малік аз-Захир                                       |
| Гійас ад-Дін Мухаммад ібн Газі    | 1218              | 1236           | Амір аль-Малік аль-Азіз                                       |
| Салах ад-Дін Юсуф II ібн Мухаммад | 1236              | 1260           | Амір аль-Малік ан-Насір III                                   |
| Музаффар ад-Дін Муса ібн Ібрахім  | 1260              | 1260           | Амір аль-Малик аль-Ашраф, з 1260 — Наіб аль-Мульк всієї Сирії |

| В 1260 ріку Халеб був завойований спочатку монголами, потім мамлюками і приєднаний до Єгипту. |
| --------------------------------------------------------------------------------------------- |

#### АміриХами
- Аль-Музаффар I Умар ібн Шахін-шах 1178—1191
- Аль-Мансур I Мухаммад ібн Умар 1191—1221
- Аль-Насир Килич Арслан ібн Мухаммад 1221—1229
- Аль-Музаффар II Махмуд ібн Мухаммад 1229—1244
- Аль-Мансур II Мухаммад ібн Махмуд 1244—1284
- Аль-Музаффар III Махмуд ібн Мухаммад 1284—1298
- Аль-Муайяд Ісмаїл ібн Алі 1310—1331
- Аль-Афдаль Мухаммад ібн Ісмаїл 1331—1342

#### АміриХомса (Хімса)іПальміри
| Лакаб, алам, насаб правителя       | Вступив на посаду | Покинув посаду  | Титули (жирним виділено найвідоміші в історії)                |
| ---------------------------------- | ----------------- | --------------- | ------------------------------------------------------------- |
| Асад ад-Дін Ширкух I ібн Шаді      | 1154              | 23 березня 1169 | Амір                                                          |
| Насір ад-Дін Мухаммад ібн Ширкух   | 1178              | 1186            | Амір аль-Малік аль-Кахір                                      |
| Асад ад-Дін Ширкух II ібн Мухаммад | 1186              | 1239            | Амір аль-Малік аль-Муджахид                                   |
| Насір ад-Дін Ібрахім ібн Ширкух    | 1239              | 1246            | Амір аль-Малік аль-Мансур                                     |
| Музаффар ад-Дін Муса ібн Ібрахім   | 1246              | 1263            | Амір аль-Малик аль-Ашраф, з 1260 — Наіб аль-Мульк всієї Сирії |

У серпні 1248а Хомс був захоплений аміром Халеба Ан-Насіром Салах ад-Діном Юсуфом II, амір Аль-Ашраф Муса ібн Ібрахім зберіг за собою тільки Пальміру та аль-Рахбу. У 1260 році при наближенні монголів Аль-Ашраф Муса ібн Ібрахім добровільно передав всі свої володіння Хулагу, який затвердив його правителем Пальміри, повернув йому Хомс і подарував титул "Наіб аль-Мульк" всієї Сирії. У 1263у Хомс був завойований мамлюками і приєднаний до Єгипту.